# Boncourt-sur-Meuse
Boncourt-sur-Meuse és un municipi francès situat al departament del Mosa i a la regió del Gran Est. L'any 2007 tenia 340 habitants.

## Demografia

### Població
El 2007 la població de fet de Boncourt-sur-Meuse era de 340 persones. Hi havia 148 famílies, de les quals 38 eren unipersonals (17 homes vivint sols i 21 dones vivint soles), 68 parelles sense fills, 38 parelles amb fills i 4 famílies monoparentals amb fills.
La població ha evolucionat segons el següent gràfic:
Habitants censats

### Habitatges
El 2007 hi havia 158 habitatges, 146 eren l'habitatge principal de la família, 3 eren segones residències i 9 estaven desocupats. 149 eren cases i 9 eren apartaments. Dels 146 habitatges principals, 126 estaven ocupats pels seus propietaris, 18 estaven llogats i ocupats pels llogaters i 2 estaven cedits a títol gratuït; 1 tenia dues cambres, 12 en tenien tres, 23 en tenien quatre i 110 en tenien cinc o més. 115 habitatges disposaven pel capbaix d'una plaça de pàrquing. A 58 habitatges hi havia un automòbil i a 73 n'hi havia dos o més.

### Piràmide de població
La piràmide de població per edats i sexe el 2009 era:
| Homes | Edats   | Dones |
| ----- | ------- | ----- |
| 0     | 95 o +  | 0     |
| 0     | 90 a 94 | 0     |
| 0     | 85 a 89 | 0     |
| 8     | 80 a 84 | 0     |
| 8     | 75 a 79 | 8     |
| 8     | 70 a 74 | 12    |
| 4     | 65 a 69 | 4     |
| 0     | 60 a 64 | 0     |
| 12    | 55 a 59 | 12    |
| 12    | 50 a 54 | 8     |
| 16    | 45 a 49 | 16    |
| 16    | 40 a 44 | 20    |
| 16    | 35 a 39 | 12    |
| 4     | 30 a 34 | 12    |
| 12    | 25 a 29 | 4     |
| 4     | 20 a 24 | 12    |
| 32    | 15 a 19 | 16    |
| 12    | 10 a 14 | 20    |
| 4     | 5 a 9   | 8     |
| 0     | 0 a 4   | 12    |

## Economia
El 2007 la població en edat de treballar era de 220 persones, 151 eren actives i 69 eren inactives. De les 151 persones actives 143 estaven ocupades (73 homes i 70 dones) i 7 estaven aturades (3 homes i 4 dones). De les 69 persones inactives 36 estaven jubilades, 15 estaven estudiant i 18 estaven classificades com a «altres inactius».

### Ingressos
El 2009 a Boncourt-sur-Meuse hi havia 139 unitats fiscals que integraven 335,5 persones, la mediana anual d'ingressos fiscals per persona era de 18.753 €.

### Activitats econòmiques
Dels 7 establiments que hi havia el 2007, 1 era d'una empresa de fabricació d'altres productes industrials, 2 d'empreses de construcció, 2 d'empreses immobiliàries, 1 d'una empresa de serveis i 1 d'una empresa classificada com a «altres activitats de serveis».
Els 2 serveis als particulars que hi havia el 2009 eren paletes.
L'any 2000 a Boncourt-sur-Meuse hi havia 8 explotacions agrícoles que ocupaven un total de 750 hectàrees.

## Equipaments sanitaris i escolars
El 2009 hi havia una escola elemental.

## Poblacions més properes
El següent diagrama mostra les poblacions més properes.